# Záborná
Záborná (en allemand : Saborna) est une commune du district de Jihlava, dans la région de Vysočina, en République tchèque. Sa population s'élevait à 255 habitants en 2024.

## Géographie
Záborná se trouve à 3 km à l'est du centre de Polná, à 16 km au nord-est de Jihlava et à 116 km à l'est-sud-est de Prague.
La commune est limitée par Polná à l'ouest, au nord et à l'est, et par Dobroutov au sud.

## Histoire
La première mention écrite de la localité date de 1282.

## Transports
Par la route, Záborná se trouve à 3 km de Polná, à 21,5 km de Jihlava et à 135 km de Prague.